# 小幡研二
小幡 研二（おばた けんじ、9月18日 - ）は、日本の男性声優、ナレーター。東京都出身。シグマ・セブン所属。

## 来歴・人物
初期の頃はテレビアニメや洋画吹き替えの仕事もしていたが、25歳から30代前半まで下北沢で俳優修行。稽古と仕事の両立のため、吹き替えの仕事からシフトして、現在ではナレーションが主な仕事となっている。シグマセブン声優養成所の講師もするという。趣味は、オヤジバンド。整体。手の腱鞘炎なら、ほとんど快方させるという。

## 出演

### ナレーション
- みのもんたの朝ズバッ! → 朝ズバッ!（TBS）
- スーパーモーニング（テレビ朝日）
- スイスペ!（テレビ朝日）
- ニュースステーション（テレビ朝日）
- UEFAチャンピオンズリーグ
- ビジネスリサーチ
- モーターランド（テレビ東京・テレビ愛知）
- 全日本スポーツプロトタイプカー耐久選手権（テレビ東京、シリーズ戦の富士開催分のレース実況[4]）
- みんなのせかい（NHK教育テレビ、最後期のナレーター）
- パシフィック・ヴィーナス(BS-i)
- 鉄道百景 乗りつくし鉄道の旅（BS-TBS）
- 長岡市復興10年特別番組「復興10年　長岡　伝える心、つながる未来」（ナビゲーター・村田雄浩、平原綾香、NST・新潟総合テレビ、2014年）
- 声優がドラマに出たらこうなりました。～聖地創生プロジェクト～（BS-11）

### テレビアニメ
- 科学忍者隊ガッチャマンII（1978年 - 1979年、ギャラクターC、男A、男B、ギャラクターB）
- 科学忍者隊ガッチャマンF（1979年 - 1980年）

### 吹き替え

#### ドラマ
- チャトズ・ランド
- 外科医ギャノン
- ワンダー・ウーマン

#### アニメ
- アニメ・ザ・ビートルズ（ポール・マッカートニー）